# Echinodorus tunicatus
Echinodorus tunicatus là một loài thực vật có hoa trong họ Alismataceae. Loài này được Small mô tả khoa học đầu tiên năm 1909.